# Trofeo Tendicollo Universal 1958
Il Trofeo Tendicollo Universal 1958, prima storica edizione della corsa, si svolse il 15 maggio 1958 su un percorso di 90,5 km disputati a cronometro. La vittoria fu appannaggio dell'italiano Ercole Baldini, che completò il percorso in 1h58'54", precedendo lo svizzero Rolf Graf ed il francese Jacques Anquetil. 

## Ordine d'arrivo (Top 10)
| Pos. | Corridore         | Squadra                 | Tempo    |
| ---- | ----------------- | ----------------------- | -------- |
| 1    | Ercole Baldini    | Legnano                 | 1h58'54" |
| 2    | Rolf Graf         | Allegro                 | a 4'06"  |
| 3    | Jacques Anquetil  | Helyett-Potin           | a 4'55"  |
| 4    | Aldo Moser        | Calì Broni              | a 5'30"  |
| 5    | Jean Brankart     | Saint-Raphaël-Géminiani | a 5'51"  |
| 6    | Arnaldo Pambianco | Legnano                 | a 6'14"  |
| 7    | André Darrigade   | Helyett-Potin           | a 6'43"  |
| 8    | Miguel Poblet     | Ignis-Doniselli         | a 7'59"  |
| 9    | Guido Boni        | Bianchi-Pirelli         | a 11'34" |
| 10   | Wout Wagtmans     | Magneet-Vredestein      | a 12'03" |